# الفتاة ذات القرط اللؤلؤي (رواية)
الفتاة ذات القرط اللؤلؤي هي رواية تاريخية صدرت عام 1999 من تأليف تريسي شوفالييه . تدور أحداث الرواية في دلفت بهولندا في القرن السابع عشر، وهي مستوحاة من لوحة الفتاة ذات القرط اللؤلؤي للرسام المحلي يوهانس فيرمير . تقدم شوفالييه وصفًا خياليًا لفيرمير والنموذج واللوحة. تم تحويل الرواية إلى فيلم عام 2003 يحمل نفس الاسم ومسرحية عام 2008 . في مايو 2020، بثت إذاعة بي بي سي 4 عرضًا دراميًا جديدًا للرواية. 